# Ruta 4 del metro de Nova York
La Ruta 4 Lexington Avenue Express és un servei de ferrocarril metropolità subterrani del Metro de Nova York, als Estats Units d'Amèrica. El servei opera entre l'estació de Woodlawn, al Bronx, i Crown Heights-Utica Avenue, a Crown Heights (Brooklyn), via Lexington Avenue.
A Manhattan i Brooklyn els serveis de la ruta 4 són de tipus exprés i al Bronx són local. A les nits són de tipus locals a totes les zones i l'estació final, al sud, s'allarga fins a New Lots Avenue. En hores punta direcció a zones congestionades (direcció Manhattan fins al migdia i des de Manhattan a partir del migdia) el servei passa per 138th Street-Grand Concourse.
A diferència d'altres metros, cada servei no correspon a una única línia, sinó que un servei pot circular per diverses línies de ferrocarril. El servei 4 utilitza les següents línies:
| Ruta 4 del Metro de Nova York | Línia                   | <<            | >>            | Vies                       | Temps                                            |
| ----------------------------- | ----------------------- | ------------- | ------------- | -------------------------- | ------------------------------------------------ |
| Ruta 4 del Metro de Nova York | Jerome Avenue Line      | tota la línia | tota la línia | local                      | tot el temps                                     |
| Ruta 4 del Metro de Nova York | Lexington Avenue Line   | tota la línia | tota la línia | exprés (local late nights) | tot el temps                                     |
| Ruta 4 del Metro de Nova York | Joralemon Street Tunnel | tota la línia | tota la línia | N/A                        | tot el temps                                     |
| Ruta 4 del Metro de Nova York | Eastern Parkway Line    | tota la línia | tota la línia | exprés (local late nights) | tot el temps                                     |
| Ruta 4 del Metro de Nova York | New Lots Line           | tota la línia | tota la línia | N/A                        | tard a la nit i viatges ocasionals en hora punta |